# António Braz Teixeira
António Manuel de Assunção Braz Teixeira (Lisboa, 21 de julho de 1936) é um escritor, ensaísta, historiador, filósofo, docente universitário e tradutor português. Pertence ao grupo da Filosofia Portuguesa, juntamente com António Quadros, Orlando Vitorino, Afonso Botelho, Dalila Pereira da Costa e António Telmo, entre outros.

## Vida
Formou-se em Direito pela Universidade de Lisboa, onde exerceu funções de assistente entre 1977 e 1991. Ensinou também na Universidade Autónoma de Lisboa, na Universidade Internacional, na Universidade de Évora e na Universidade Lusófona.
Em 1980 foi nomeado secretário de Estado da presidência do Conselho de Ministros e secretário de Estado da Cultura em 1981. Foi vice-presidente do Conselho de Gerência da Radiotelevisão Portuguesa e diretor do Teatro Nacional D. Maria II. Em 1992 foi nomeado presidente da Imprensa Nacional-Casa da Moeda.

Entre 1986 e 1989, foi diretor da revista Nomos – Revista Portuguesa de Filosofia do Direito e do Estado.

É um dos grandes defensores da aproximação e diálogo cultural entre Portugal e Brasil. Em 1991, colaborou ativamente na criação do Instituto de Filosofia Luso-Brasileira de Lisboa.
A 9 de junho de 2005, foi agraciado com o grau de Grã-Cruz da Ordem do Infante D. Henrique.

## Academias
É membro efetivo da Academia das Ciências de Lisboa, sócio honorário da Academia Portuguesa da História e membro correspondente da Academia Brasileira de Letras e da Academia Brasileira de Filosofia.

## Obras
Lista de obras:
- A Guerra Justa em Portugal (1955)
- Filosofia da Saudade, com Afonso Botelho, INCM - Imprensa Nacional Casa da Moeda, Lisboa, 1986.
- Deus, o Mal e a Saudade, Fundação Lusíada, 1993. ISBN 9789729450051
- História da Filosofia do Direito, editora Caminho, Lisboa, 2005. ISBN 9789722116831
- Diálogos e Perfis. Estudos sobre o Pensamento Português e Luso-Brasileiro, Europress, 2006. ISBN 9789725592779
- A Filosofia da Saudade, Quidnovi, 2006. ISBN 9789728998363
- Caminhos e Figuras da Filosofia do Direito Luso-Brasileira, editora Novo Imbondeiro, 2006. ISBN 9789728102210
- Sentido e Valor do Direito. Introdução à Filosofia Jurídica (3ª Edição Revista e Aumentada), I.N.C.M. - Imprensa Nacional Casa da Moeda, Lisboa, 2006. ISBN 9789722715256
- O Essencial sobre a Filosofia Portuguesa (Sécs. XIX e XX), INCM - Imprensa Nacional Casa da Moeda, Lisboa, 2008 ISBN 9789722716789
- Conceito e Formas de Democracia em Portugal e outros estudos de história das ideias, Edições Silabo, 2008. ISBN 9789726184843
- Actas do III Colóquio Luso-Galaico sobre a Saudade. Em Homenagem a Dalila Pereira da Costa, juntamente com Maria Celeste Natário, Renato Epifânio e Afonso Rocha, Zéfiro, Lisboa, 2009. ISBN 9789728958732
- Harmonias e Dissonâncias. Estudos sobre o Pensamento Filosófico de António José de Brito, juntamente com Maria Celeste Natário e Renato Epifânio, Zéfiro, Lisboa, 2009. ISBN 9789728958749
- Sentido e Valor do Direito. Introdução à Filosofia Jurídica, INCM - Imprensa Nacional Casa da Moeda, Lisboa, 2011. ISBN 9789722719193

Escreveu também numerosos artigos e ensaios para diversas publicações periódicas, destacando-se a Revista Brasileira de Filosofia, Revista Portuguesa de Filosofia, Nova Renascença, Didaskalia, Reflexão e a Revista de Ciências Humanas.

## Traduções
- DUMAS, Alexandre (1963). História de Um Quebra-Nozes. [S.l.]: Edições Tempo. 164 páginas. Consultado em 30 de março de 2011
- MERLEAU-PONTY, Maurice (1993). Elogio da Filosofia. [S.l.]: Guimarães Editores. 88 páginas. ISBN 9789726650942. Consultado em 30 de março de 2011